# Naoya Tamura (football)
Pour les articles homonymes, voir Naoya Tamura.
Naoya Tamura (田村 直也, Tamura Naoya) est un footballeur japonais né le 20 novembre 1984 à Tama. Il est milieu de terrain.

## Palmarès
- Champion de J-League 2 en 2009 avec le Vegalta Sendai